# Petaurista grandis
Petaurista grandis — вид гризунів родини Sciuridae. Ендемік Тайваню. Таксон відокремлено від P. philippensis.